# امیرهوشنگ شریفی
 امیرهوشنگ شریفی  (زاده  ۱۷ مهر ۱۳۴۹) بازیکن سابق فوتبال ایران است. وی سابقه بازی در تیم‌های ذوب‌آهن، پیکان را دارد.
وی سابقه ۲ بازی ملی نیز در کارنامه دارد.